# Гышлаг (Лачынский район)
Гышлак (азерб. Qışlaq) — село в Лачынском районе Азербайджана.

## Топонимика
Гышлаги или кишлаки изначально были временными сезонными местами проживания скотоводов и были расположены за пределами сёл. Через некоторое время население окончательно обосновывалось в кишлаках и они превращались в постоянные населённые пункты. При этом такие населённые пункты иногда получали новое название, но часто сохраняли прежнее название.

## География
Село расположено в юго-западных подножиях Карабахского хребта.